# Tommaso Arrigoni
Tommaso Arrigoni (Cesena, 26 febbraio 1994) è un calciatore italiano, centrocampista del Cesena.

## Carriera
È cresciuto nel Cesena, ha esordito in prima squadra il 30 novembre 2011 in Cesena-Gubbio (3-0) di Coppa Italia convocato dal suo omonimo allenatore Daniele Arrigoni, di cui non è parente. Il 21 dicembre esordisce in Serie A giocando il recupero della prima giornata di campionato perso in trasferta per 4-1 contro l'Atalanta. Gioca per la prima volta da titolare in Cesena-Siena (0-2) della 27ª giornata, chiudendo la stagione con 15 presenze, 13 nella massima serie e due in Coppa Italia.
Tra l'agosto 2012 e il gennaio 2013 ha giocato in prestito alla Tritium, squadra di Lega Pro Prima Divisione, collezionando 17 presenze ed una rete. A gennaio ha fatto ritorno al Cesena per stare vicino al fratello Alfredo, quattordicenne colpito da una massa tumorale al cervello che lo ha definitivamente stroncato sei mesi dopo.
Il 1º luglio 2015 torna al Cesena per fine prestito.
Passa poi nelle stagioni successive prima alla SPAL, poi al Forlì e nella stagione 2015-2016 al Santarcangelo.
Dopo una stagione con il Lumezzane e una con la Lucchese, firma un biennale per la Robur Siena.
Il 20 agosto 2020 firma un biennale con il Como e nella stessa stagione vince il campionato di Serie C. Gioca molto nei 2 primi anni di Serie B, ma dopo aver perso il posto da titolare nella stagione 2023-2024, il 15 gennaio 2024 approda in prestito al Südtirol fino al termine della stagione, con obbligo di riscatto in caso di salvezza.
L' 8 agosto 2025 firma con il Cesena, tornandoci dopo 11 anni.

## Statistiche

### Presenze e reti nei club
Statistiche aggiornate al 14 maggio 2025.
| Stagione        | Squadra         | Campionato      | Campionato | Campionato | Coppe nazionali | Coppe nazionali | Coppe nazionali | Coppe continentali | Coppe continentali | Coppe continentali | Altre coppe | Altre coppe | Altre coppe | Totale | Totale |
| Stagione        | Squadra         | Comp            | Pres       | Reti       | Comp            | Pres            | Reti            | Comp               | Pres               | Reti               | Comp        | Pres        | Reti        | Pres   | Reti   |
| --------------- | --------------- | --------------- | ---------- | ---------- | --------------- | --------------- | --------------- | ------------------ | ------------------ | ------------------ | ----------- | ----------- | ----------- | ------ | ------ |
| 2011-2012       | Cesena          | A               | 13         | 0          | CI              | 2               | 0               | -                  | -                  | -                  | -           | -           | -           | 15     | 0      |
| 2012-gen. 2013  | Tritium         | 1D              | 17         | 1          | CI-LP           | 2               | 1               | -                  | -                  | -                  | -           | -           | -           | 19     | 2      |
| gen.-giu. 2013  | Cesena          | B               | 6          | 0          | CI              | -               | -               | -                  | -                  | -                  | -           | -           | -           | 6      | 0      |
| 2013-gen. 2014  | Cesena          | B               | 0          | 0          | CI              | 0               | 0               | -                  | -                  | -                  | -           | -           | -           | 0      | 0      |
| gen-giu. 2014   | SPAL            | 2D              | 12         | 1          | CI-LP           | -               | -               | -                  | -                  | -                  | -           | -           | -           | 12     | 1      |
| 2014-2015       | Forlì           | LP              | 26+2       | 0+1        | CI-LP           | 2               | 0               | -                  | -                  | -                  | -           | -           | -           | 30     | 1      |
| 2015-2016       | Santarcangelo   | LP              | 17         | 0          | CI-LP           | 2               | 1               | -                  | -                  | -                  | -           | -           | -           | 19     | 1      |
| 2016-2017       | Lumezzane       | LP              | 37+2       | 0          | CI-LP           | 2               | 0               | -                  | -                  | -                  | -           | -           | -           | 41     | 0      |
| 2017-2018       | Lucchese        | C               | 35         | 5          | CI+CI-C         | 0+1             | 0               | -                  | -                  | -                  | -           | -           | -           | 36     | 5      |
| 2018-2019       | Siena           | C               | 30+1       | 3          | CI+CI-C         | 2+1             | 0+0             | -                  | -                  | -                  | -           | -           | -           | 34     | 3      |
| 2019-2020       | Siena           | C               | 23+1       | 5          | CI+CI-C         | 1+1             | 0+1             | -                  | -                  | -                  | -           | -           | -           | 26     | 6      |
| Totale Siena    | Totale Siena    | Totale Siena    | 53+2       | 8          |                 | 5               | 1               |                    | -                  | -                  |             | -           | -           | 60     | 9      |
| 2020-2021       | Como            | C               | 33         | 4          | CI              | -               | -               | -                  | -                  | -                  | SC-C        | 1           | 0           | 34     | 4      |
| 2021-2022       | Como            | B               | 35         | 1          | CI              | 1               | 0               | -                  | -                  | -                  | -           | -           | -           | 36     | 1      |
| 2022-2023       | Como            | B               | 30         | 3          | CI              | 1               | 0               | -                  | -                  | -                  | -           | -           | -           | 31     | 3      |
| 2023-gen. 2024  | Como            | B               | 4          | 0          | CI              | 0               | 0               | -                  | -                  | -                  | -           | -           | -           | 4      | 0      |
| Totale Como     | Totale Como     | Totale Como     | 102        | 8          |                 | 2               | 0               |                    | -                  | -                  |             | 1           | 0           | 105    | 8      |
| gen.-giu. 2024  | Südtirol        | B               | 17         | 0          | CI              | 0               | 0               | -                  | -                  | -                  | -           | -           | -           | 17     | 0      |
| 2024-2025       | Südtirol        | B               | 20         | 1          | CI              | 1               | 0               | -                  | -                  | -                  | -           | -           | -           | 21     | 1      |
| Totale Südtirol | Totale Südtirol | Totale Südtirol | 37         | 1          |                 | 1               | 0               |                    | -                  | -                  |             | -           | -           | 38     | 1      |
| 2025-2026       | Cesena          | B               | 0          | 0          | CI              | 1               | 0               | -                  | -                  | -                  | -           | -           | -           | 1      | 0      |
| Totale Cesena   | Totale Cesena   | Totale Cesena   | 19         | 0          |                 | 3               | 0               |                    | -                  | -                  |             | -           | -           | 22     | 0      |
| Totale carriera | Totale carriera | Totale carriera | 355+6      | 24+1       |                 | 20              | 3               |                    | -                  | -                  |             | 1           | 0           | 382    | 28     |

## Palmarès

### Club

#### Competizioni nazionali
- Serie C: 1

Como: 2020-2021 (girone A)